# Eremochloa
Eremochloa är ett släkte av gräs. Eremochloa ingår i familjen gräs.
Kladogram enligt Catalogue of Life:
| Eremochloa | \| \| Eremochloa attenuata \| \| \| \| \| \| Eremochloa bimaculata \| \| \| \| \| \| Eremochloa ciliaris \| \| \| \| \| \| Eremochloa ciliatifolia \| \| \| \| \| \| Eremochloa eriopoda \| \| \| \| \| \| Eremochloa lanceolata \| \| \| \| \| \| Eremochloa maxwellii \| \| \| \| \| \| Eremochloa muricata \| \| \| \| \| \| Eremochloa ophiuroides \| \| \| \| \| \| Eremochloa pectinata \| \| \| \| \| \| Eremochloa petelotii \| \| \| \| \| \| Eremochloa zeylanica \| \| \| \| |
|            | \| \| Eremochloa attenuata \| \| \| \| \| \| Eremochloa bimaculata \| \| \| \| \| \| Eremochloa ciliaris \| \| \| \| \| \| Eremochloa ciliatifolia \| \| \| \| \| \| Eremochloa eriopoda \| \| \| \| \| \| Eremochloa lanceolata \| \| \| \| \| \| Eremochloa maxwellii \| \| \| \| \| \| Eremochloa muricata \| \| \| \| \| \| Eremochloa ophiuroides \| \| \| \| \| \| Eremochloa pectinata \| \| \| \| \| \| Eremochloa petelotii \| \| \| \| \| \| Eremochloa zeylanica \| \| \| \| |
|            | Eremochloa attenuata |
|            | |
|            | Eremochloa bimaculata |
|            | |
|            | Eremochloa ciliaris |
|            | |
|            | Eremochloa ciliatifolia |
|            | |
|            | Eremochloa eriopoda |
|            | |
|            | Eremochloa lanceolata |
|            | |
|            | Eremochloa maxwellii |
|            | |
|            | Eremochloa muricata |
|            | |
|            | Eremochloa ophiuroides |
|            | |
|            | Eremochloa pectinata |
|            | |
|            | Eremochloa petelotii |
|            | |
|            | Eremochloa zeylanica |
|            | |

## Bildgalleri

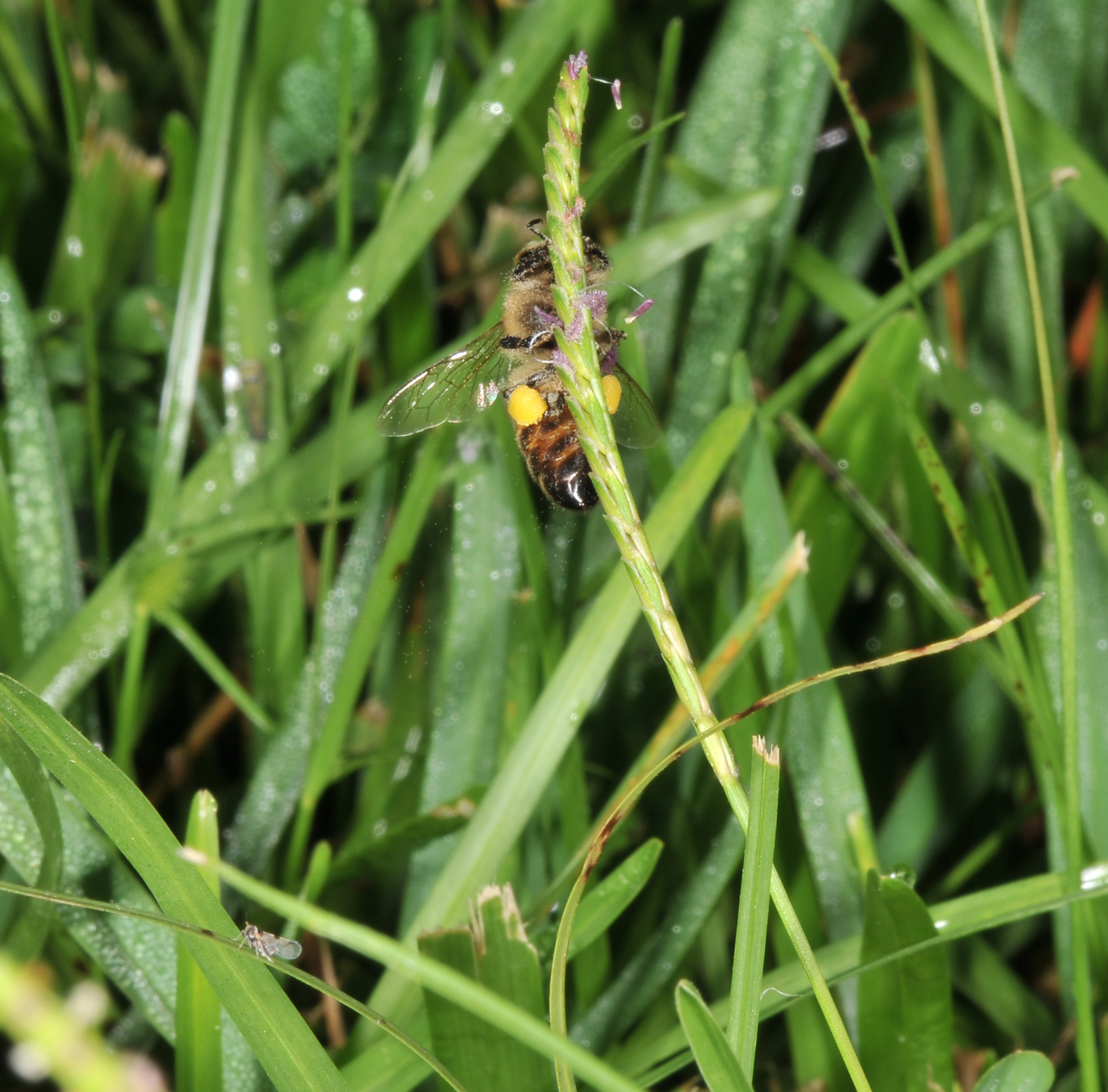
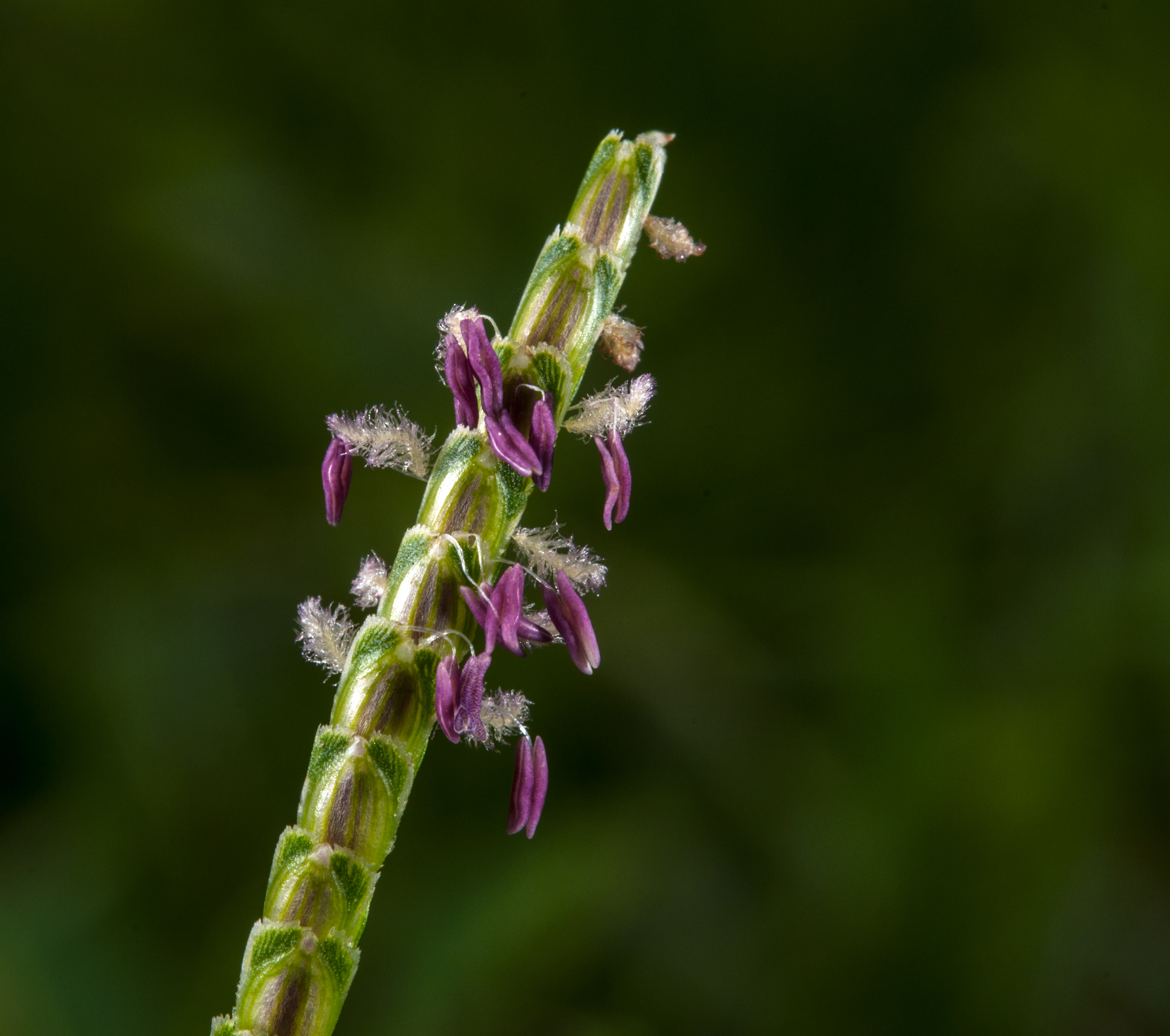
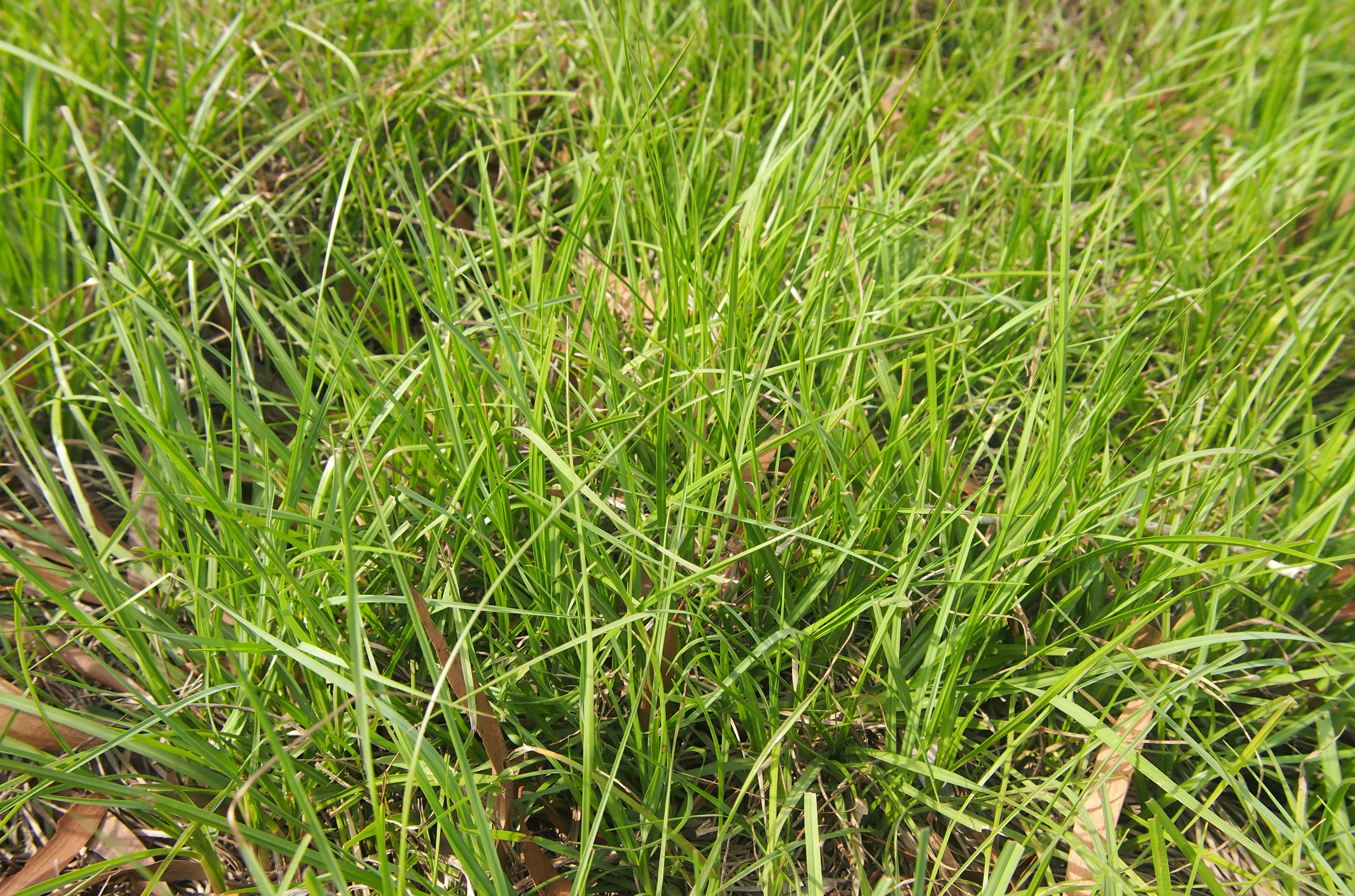